# Serenata di Scappino
(Salvatore Viale, Serenata di Scappino, dalla Dionomachia)
La Serenata di Scappino (in corso Sirinatu di Scappinu) del poeta e scrittore corso Salvatore Viale è considerato come il primo testo di letteratura in còrso. Si trova nel Quarto Canto della Dionomachia, opera quasi totalmente scritta in italiano da Viale e stampata per la prima volta a Bastia nel 1817.

## Fonti
- Francesco Silvio Orlandini, Scritti in verso e in prosa di Salvatore Viale, 1861, Firenze, Delice le Monnier, su google.fr.
- E. Bonerandi, G. Chiorboli, G.M Comiti, A. Di Meglio, G. Thiers, M. A. Versini (revisione Emanuela Frasca), Testi Interreg, Dionomachia (E Guerre Sumerine), su dante.di.unipi.it. URL consultato il 5 maggio 2007 (archiviato dall'url originale il 10 febbraio 2007).